# 二郎镇 (西平县)
二郎镇，原为二郎乡，是中华人民共和国河南省驻马店市西平县下辖的一个乡镇级行政单位。2018年1月撤乡改镇。

## 行政区划
二郎镇下辖以下地区：
二郎村、焦店村、张尧村、范堂村、王庄村、赵庄村、孙张庄村、二甫村、万庄村、黄通庄村、于海村、祝王寨村和小王庄村。